# Themus obscurior
Themus obscurior is een keversoort uit de familie soldaatjes (Cantharidae). De wetenschappelijke naam van de soort werd in 1981 gepubliceerd door Wittmer.